# Morgan Eames
Pour les articles homonymes, voir Eames.
Pas d'image ? Cliquez ici

a Compétitions nationales et continentales officielles uniquement.

Dernière mise à jour le 12 décembre 2024.
Morgan Eames, né le 22 août 1994, est un joueur anglais de rugby à XV qui évolue aux postes de deuxième ligne ou de troisième ligne aile au CS Bourgoin-Jallieu.

## Biographie
Morgan Eames commence sa carrière senior en deuxième division anglaise avec le Nottingham RFC puis avec les Doncaster Knights.
Entre 2020 et 2022, il dispute 33 rencontres de Pro D2 avec l'AS Béziers Hérault.
Le 21 juin 2022, il rejoint les Bristol Bears, avec qui il ne dispute que deux rencontres de Coupe d'Angleterre.
En 2023, il rejoint le CS Bourgoin-Jallieu en Nationale.